# Фаби, Артур
Арту́р Фа́би (нем. Arthur Fabi) — австрийский кёрлингист.
В составе мужской сборной Австрии участник чемпионата мира (заняли девятое место), двух чемпионатов Европы (оба раза одиннадцатое место). Чемпион Австрии среди мужчин.
Играл в основном на позиции четвёртого, несколько сезонов был скипом команды.

## Достижения
- Чемпионат Австрии по кёрлингу среди мужчин: золото (1983), бронза (1984).

## Команды
| Сезон   | Четвёртый    | Третий         | Второй        | Первый             | Запасной         | Турниры                      |
| ------- | ------------ | -------------- | ------------- | ------------------ | ---------------- | ---------------------------- |
| 1981—82 | Артур Фаби   | Ludwig Karrer  | Манфред Фаби  | Дитер Кюхенмайстер |                  | ЧЕ 1981 (11 место)           |
| 1981—82 | Артур Фаби   | Манфред Фаби   | Ludwig Karrer | Дитер Кюхенмайстер |                  | ЧАМ 1982 (4 место)           |
| 1982—83 | Гюнтер Мохни | Роланд Куделка | Артур Фаби    | Jakob Küchl        |                  | ЧЕ 1982 (11 место)           |
| 1982—83 | Артур Фаби   | Гюнтер Меркер  | Манфред Фаби  | Дитер Кюхенмайстер |                  | ЧАМ 1983 · ЧМ 1983 (9 место) |
| 1983—84 | Артур Фаби   | Konrad Wieser  | Манфред Фаби  | Дитер Кюхенмайстер | Christian Wieser | ЧАМ 1984                     |
| 1984—85 | Артур Фаби   | Алоис Крайдль  | Манфред Фаби  | Дитер Кюхенмайстер |                  | ЧАМ 1985 (5 место)           |

(скипы выделены полужирным шрифтом)